# Gerichtsbezirk Mureck
Der Gerichtsbezirk Mureck war ein dem Bezirksgericht Mureck unterstehender Gerichtsbezirk im Bundesland Steiermark. Der Gerichtsbezirk umfasste den südwestlichen Teil des politischen Bezirks Radkersburg und wurde 2002 dem Gerichtsbezirk Bad Radkersburg zugeschlagen.

## Geschichte
Der Gerichtsbezirk Mureck wurde durch eine 1849 beschlossene Kundmachung der Landes-Gerichts-Einführungs-Kommission geschaffen und umfasste ursprünglich die 59 Gemeinden Absberg, Bierbaum, Diepersdorf, Dietersdorf, Edla, Entschendorf, Frattenberg, Frattendorf, Goritz (Deutsch), Goßdorf, Graben, Grabersdorf, Hainsdorf, Hart, Hofstätten, Kronnersdorf, Landorf, Lichendorf, Lugatz, Marktl, Mettersdorf, Mureck, Nägelsdorf, Nassau, Oberrakitsch, Ober-Schwarza, Ottersdorf, Perbersdorf (Weinburg), Perbersdorf (Straß), Pichla (Weinburg), Proskersdorf, Rannersdorf, Ratschendorf, Rohrbach, Roßhof, Rosengrund, Salsach, Schrötten, Schwabau, Seibersdorf, Seibersdorf (Vogau), Siebing, Spitz, Stanz, Straden, Süßenberg, Traßenberg, Trösing, Unterrakitsch, Unter-Schwarza, Waasen, Weinburg, Weitersfeld, Wieden, Wiersdorf, Wiesenbach, Wittmannsdorf, Wölling und Zehensdorf.
Der Gerichtsbezirk Mureck bildete im Zuge der Trennung der politischen von der judikativen Verwaltung
ab 1868 gemeinsam mit dem Gerichtsbezirk Radkersburg den Bezirk Radkersburg.
1910 umfasste der Gerichtsbezirk 291,26 km².
Das Gebiet verkleinerte sich nach dem Ersten Weltkrieg auf 217,41 km²,
da die Gebietsteile südlich der Mur an das neugebildete Königreich Jugoslawien abgetreten werden mussten. Hierbei handelte es sich um die Gemeinden Absberg, Frattenberg, Frattendorf, Graben, Lugatz, Nassau, Proskersdorf, Rosengrund, Roßhof, Seibersdorf, Stanz, Süßenbach, Trassenberg, Wiesenbach und Völling.
Durch geringfügige Grenzänderungen verringerte sich die Fläche des Gerichtsbezirks bis 1951 auf 210,04 km²´und erhöhte sich bis 1991 wieder auf 216,63 km².
Durch die „Bezirksgerichte-Verordnung Steiermark“ der Bundesregierung wurde der Gerichtsbezirk Mureck per 1. Juli 2002 aufgelöst und die 13 Gemeinden des Gerichtsbezirks dem Gerichtsbezirk Bad Radkersburg zugeschlagen.

## Gerichtssprengel
Der Gerichtssprengel umfasste zum Zeitpunkt seiner Auflösung die 13 Gemeinden Bierbaum am Auersbach, Deutsch Goritz, Dietersdorf am Gnasbach, Eichfeld, Gosdorf, Mettersdorf am Saßbach, Mureck, Murfeld, Ratschendorf, Sankt Peter am Ottersbach, Straden, Trössing und Weinburg am Saßbach.